# Criticité prompte
En ingénierie nucléaire, la criticité prompte est atteinte par un système lorsque la réaction en chaîne d'une fission nucléaire est provoquée uniquement par des neutrons prompts, c'est-à-dire les neutrons libérés par un atome précédemment fissionné et qui provoque lui-même une fission supplémentaire, et ce de manière exponentielle. La criticité prompte (ou prompt-criticité) est un cas particulier de supercriticité.

## Criticité
Un système est critique si chaque fission provoque, en moyenne, exactement une fission supplémentaire. Il se produit alors une réaction en chaîne de fissions auto-entretenue. Par exemple, lorsqu'un atome d'uranium-235 (U-235) subit une fission nucléaire, il libère typiquement un à sept neutrons, avec une moyenne de 2,4. Dans cette situation, un assemblage est critique si chaque neutron libéré a une probabilité 1/2.4 = 0.42 = 42 % de provoquer un autre événement de fission, au lieu d'être absorbé par capture sans fission ou de s'échapper du cœur de matières fissiles.
Le nombre moyen de neutrons provoquant de nouvelles fissions est appelé facteur effectif de multiplication des neutrons, et est désigné habituellement par les symboles k-effectif, k-eff ou k. Lorsque k-effectif est égal à 1, l'assemblage est appelé critique. Si k-effectif est inférieur à 1, l'assemblage est dit sous-critique et si k-effectif est supérieur à 1, l'assemblage est appelé supercritique.

## Criticité et criticité prompte
Dans un assemblage supercritique, le nombre de fissions par unité de temps, N, ainsi que la production d'énergie, augmente de manière exponentielle avec le temps. La rapidité avec laquelle il croît dépend du temps moyen T avant que les neutrons libérés lors d'une fission provoquent une autre fission. Le taux de croissance de la réaction est donné par :
{\displaystyle N(t)=N_{0}k^{t/T}\,}
La plupart des neutrons libérés lors d'une fission proviennent des fissions précédentes. Ces neutrons sont appelés neutrons prompts ou instantanés : ils frappent d'autres noyaux et provoquent des fissions supplémentaires en quelques nanosecondes (l'intervalle moyen utilisé par les scientifiques du projet Manhattan était d'un shake, ou 10 nanosecondes). Mais il existe aussi une autre petite source de neutrons supplémentaires, les produits de fission. En effet, certains des noyaux résultant de la fission sont des isotopes radioactifs à demi-vie courte, et les réactions nucléaires en leur sein libèrent des neutrons supplémentaires, jusqu'à plusieurs minutes après le premier événement de fission. Ces neutrons, qui représentent en moyenne moins de 1 % du total des neutrons libérés par la fission, sont appelés neutrons retardés. Le temps relativement long d'apparition des neutrons retardés est important pour la conception des réacteurs nucléaires, car il permet de contrôler la puissance du réacteur via un déplacement mécanique progressif de barres de contrôle. En règle générale, les barres de contrôle contiennent des poisons neutroniques (c'est-à-dire des substances, telles que le bore ou l’hafnium, qui capturent facilement les neutrons sans en produire d’autres) afin de modifier le k-effectif. Les réacteurs nucléaires (à l'exception des réacteurs pulsés expérimentaux) sont conçus pour fonctionner dans ce mode critique retardé et sont dotés de systèmes de sécurité qui les empêchent d'atteindre une criticité prompte.
Dans un assemblage critique retardé, les neutrons retardés sont indispensables pour rendre k-effectif supérieur à un. Ainsi, le temps T entre les séquences successives de la réaction est dominé par le temps nécessaire à la libération des neutrons retardés, de l'ordre de la seconde ou de la minute. Par conséquent, la réaction augmentera lentement, avec une constante de temps longue. Cette procédure est suffisamment lente pour contrôler la réaction avec des systèmes de contrôle électromécaniques tels que des barres de contrôle. Tous les réacteurs nucléaires sont conçus pour fonctionner dans le régime de criticité retardée.
En revanche, un assemblage critique est dit prompt-critique s'il est critique (k = 1) sans aucune contribution de neutrons retardés et prompt-supercritique s'il est supercritique (i.e. que le taux de fission augmente de façon exponentielle, k>1 ) sans aucune contribution des neutrons retardés. Dans ce cas, le temps T entre les séquences successives de la réaction n’est limité que par le taux de fission des neutrons prompts, et la réaction croit très rapidement, provoquant une libération d’énergie en quelques millisecondes. Des assemblages prompt-critiques sont conçus pour les armes nucléaires ou pour des expériences de recherche.
La distinction entre un neutron prompt et un neutron retardé est donc liée uniquement à l'origine du neutron. Une fois libérés dans le réacteur, ils ne sont pas fondamentalement différents (si ce n'est l'énergie ou la vitesse qui leur ont été communiquées). Une arme nucléaire repose sur la supercriticité prompte (pour produire un pic de puissance élevé en une fraction de seconde), alors que les réacteurs nucléaires utilisent la criticité retardée pour produire une puissance contrôlable pendant des mois ou des années.

## Réacteurs nucléaires
Afin de démarrer une réaction de fission contrôlable, l'assemblage doit être critique retardé. En d'autres termes, k doit être supérieur à 1 (supercritique) sans dépasser le seuil prompt-critique. Dans les réacteurs nucléaires, cela est possible grâce aux neutrons retardés. Le temps entre une fission et l’émission des neutrons retardés permet de contrôler la réaction nucléaire à l’aide de barres de contrôle.
Un réacteur à l'état stationnaire (à puissance constante) est opéré de telle manière qu'il atteint la criticité avec les neutrons retardés, mais ne l'atteindrait pas sans leur contribution. La puissance du réacteur est d'abord augmentée progressivement en réglant le réacteur dans un état supercritique retardé. L'augmentation exponentielle de l'activité du réacteur est suffisamment lente pour permettre de contrôler le facteur de criticité k en insérant ou en retirant des barres d'absorbeurs de neutrons. Le mouvement soigneux des barres de contrôle permet de réaliser un réacteur supercritique sans atteindre un dangereux état prompt-critique.
Une fois le réacteur à son niveau de puissance cible, il peut être réglé pour maintenir un état critique pendant une longue période.

### Accidents de prompt-criticité
Les réacteurs nucléaires peuvent subir un accident de criticité prompte en cas de forte augmentation de la réactivité (de k-effectif), par exemple à la suite d'une défaillance de leurs systèmes de contrôle et de sécurité. L'augmentation rapide et incontrôlable de la puissance du réacteur dans des conditions prompt-critiques endommage irrémédiablement le réacteur et, dans des cas extrêmes, détruit l'enceinte de confinement du réacteur. Les systèmes de sûreté des réacteurs nucléaires sont conçus pour éviter toute criticité prompte, pour assurer une défense en profondeur, les structures des réacteurs sont dotées de plusieurs couches de confinement afin d'éviter le rejet accidentel de produits de fission radioactifs.
À l’exception des réacteurs expérimentaux et de recherche, peu de réacteurs ont atteint un stade prompt-critique; ce fut le cas par exemple lors des accidents de Tchernobyl no 4, du SL-1 de l’armée américaine et du sous-marin nucléaire soviétique K-431. Dans ces trois cas, la montée en puissance incontrôlée a été suffisante pour provoquer une explosion qui a détruit chaque réacteur et libéré des produits de fission radioactifs dans l'atmosphère.
À Tchernobyl en 1986, un test inhabituel et dangereux est réalisé, engendrant une surchauffe du cœur du réacteur. Cela provoque la rupture des conduites d'eau et des pièces constituant le combustible, une explosion de vapeur et l’inflammation du graphite. La puissance du réacteur estimée au moment de l'accident est de plus de 30 GW, soit dix fois sa puissance thermique maximale de 3 GW. Le couvercle de 2 000 tonnes de la chambre du réacteur est soulevé par l'explosion de vapeur. Le réacteur n'ayant pas été conçu avec une enceinte de confinement capable de contenir cette explosion, l'accident rejette de grandes quantités de matières radioactives dans l'environnement. Le feu du modérateur en graphite aggrave le problème, envoyant de grandes quantités de débris radioactifs dans l'atmosphère.
Lors des deux autres incidents, les réacteurs dysfonctionnent à la suite de l'enlèvement rapide et incontrôlé d'au moins une barre de contrôle, lié à des erreurs lors de l'arrêt de maintenance. Le SL-1 est un réacteur prototype destiné à être utilisé par l’armée américaine dans des régions polaires éloignées. En 1961, le réacteur passe de l’arrêt à l’état prompt-critique en déplaçant manuellement trop loin la tige de contrôle centrale. Quand l'eau dans le cœur se vaporise en quelques millisecondes, la cuve de 12 tonnes bondit de 2,77 m, et enfonce le plafond,. Les trois hommes qui effectuent la maintenance meurent des suites de leurs blessures. 1 100 curies de produits de fission sont libérées et deux ans furent nécessaires pour enquêter sur l'accident et nettoyer le site. La réactivité rapide en excès du noyau SL-1 est calculée dans un rapport de 1962 :
La fraction de neutrons retardés du SL-1 est 0.70 %... Des preuves concluantes révèlent que l'excursion du SL-1 a été causée par l'extraction partielle de la barre de contrôle centrale. La réactivité associée à l'extraction de 20 pouces de cette barre a été estimée à 2.4 % dk/k, ce qui est suffisant pour induire une criticité prompte et placer le réacteur sur une période de 4 millisecondes.
Dans l'accident du réacteur K-431, 10 personnes sont tuées au cours d'une opération de ravitaillement en carburant. L'explosion du K-431 détruit les salles des machines adjacentes et brise la coque du sous-marin. Au cours de ces deux catastrophes, le réacteur passe d’un arrêt complet à des niveaux de puissance extrêmement élevés en une fraction de seconde, causant des dommages irréparables.

## Liste des excursions prompt-critiques accidentelles
Un certain nombre de réacteurs de recherche ont délibérément étudié le fonctionnement du mode prompt-critiques. Les expériences CRAC, KEWB, SPERT-I, Godiva et BORAX ont contribué à cette recherche.
La liste suivante des excursions de puissance prompt-critique provient d’un rapport de 2000 d'une équipe de scientifiques américains et russes spécialistes des accidents de criticité, et fut publiée par le laboratoire national de Los Alamos, lieu de nombreuses excursions. Une excursion de puissance est typiquement de 1017 fissions.
- Laboratoire scientifique de Los Alamos, 21 août 1945
- Laboratoire scientifique de Los Alamos, décembre 1949, 3 ou 4 x 10 16 fissions
- Laboratoire scientifique de Los Alamos, 1er février 1951
- Laboratoire scientifique de Los Alamos, 18 avril 1952
- Laboratoire national d'Argonne, 2 juin 1952
- Laboratoire national d'Oak Ridge, 26 mai 1954
- Laboratoire national d'Oak Ridge, 1er février 1956
- Laboratoire scientifique de Los Alamos, 3 juillet 1956
- Laboratoire scientifique de Los Alamos, 12 février 1957
- Complexe nucléaire Maïak, 2 janvier 1958
- Usine Oak Ridge Y-12, 16 juin 1958 (possible)
- Laboratoire scientifique de Los Alamos, accident de criticité de Cecil Kelley, 30 décembre 1958
- SL-1, 3 janvier 1961, 4 x 10 18 fissions ou 130 MJ
- Usine de traitement chimique d'Idaho, 25 janvier 1961
- Laboratoire scientifique de Los Alamos, 11 décembre 1962
- Sarov (Arzamas-16), 11 mars 1963
- White Sands Missile Range, 28 mai 1965
- Laboratoire national d'Oak Ridge, 30 janvier 1968
- Chelyabinsk-70, 5 avril 1968
- Aberdeen Proving Ground, 6 septembre 1968
- Complexe nucléaire Maïak, 10 décembre 1968 (2 excursions critiques rapides)
- Institut Kourtchatov, 15 février 1971
- Usine de traitement chimique d'Idaho, 17 octobre 1978 (critique très rapide)
- Sous-marin soviétique K-431, 10 août 1985
- Catastrophe de Tchernobyl, 26 avril 1986
- Sarov (Arzamas-16), 17 juin 1997
- Usine de fabrication de carburant JCO, 30 septembre 1999

## Armes nucléaires
Dans la conception des armes nucléaires, il est essentiel d'atteindre la criticité prompte. En effet, l'un des problèmes de conception d'une bombe consiste à comprimer suffisamment les matières fissiles pour atteindre la criticité prompte avant que la réaction en chaîne ne produise suffisamment d'énergie et que le cœur ne se dilate. Le cœur d'une bombe doit donc atteindre un état prompt-critique dense avant qu’une réaction en chaîne moins puissante ne désassemble le cœur sans permettre à une quantité importante de combustible de se fissionner (effet connu sous le nom de long feu). Cela signifie généralement que les bombes nucléaires nécessitent une méthode particulière concernant l'assemblage du cœur, comme la méthode d'implosion inventée par Richard C. Tolman, Robert Serber et d'autres scientifiques de l'Université de Californie à Berkeley en 1942.